# HMS Vanguard (1946)

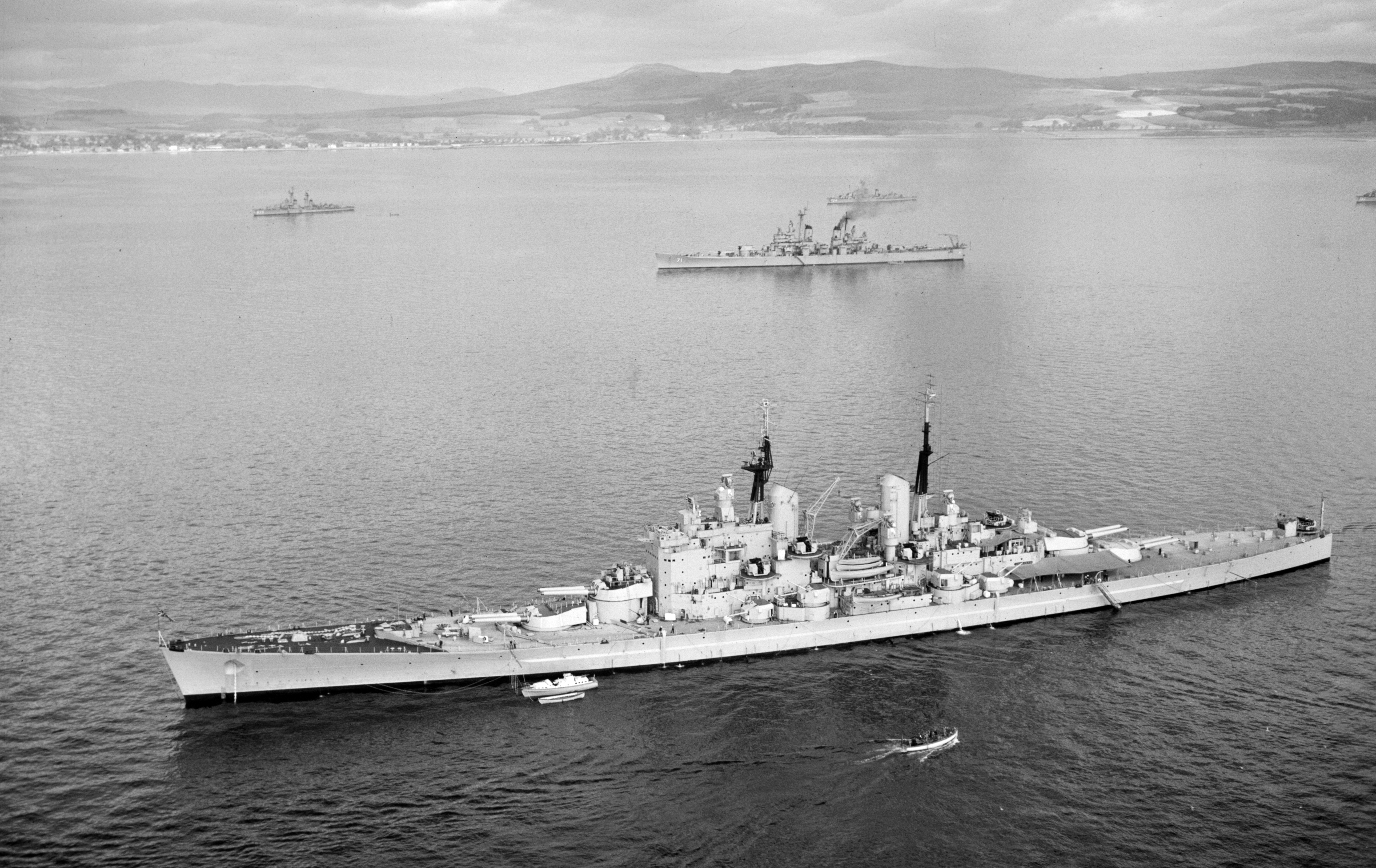
Vanguard in 1952

HMS Vanguard was een Brits slagschip waarvan het ontwerp was gebaseerd op dat van de geannuleerde Lion-klasse. Het was het grootste slagschip van de Royal Navy en het enige Britse slagschip dat nooit gevochten heeft in een oorlog.
In 1939 werden vier schepen van een verbeterd en vergroot ontwerp van de King George V-klasse besteld. In 1939 werden twee schepen op stapel gezet. Enkele maanden later, aan het begin van de Tweede Wereldoorlog, werd de bouw stilgelegd en uiteindelijk werd de bouw van de schepen geannuleerd. Er was op de korte termijn meer behoefte aan kleinere schepen die sneller gebouwd konden worden en dus werden de financiële middelen en de capaciteit van de scheepswerven hiervoor gebruikt.
De Lion-klasse zou een bewapening krijgen van negen kanonnen van 16 inch (406 mm) in drie drielingtorens, vergelijkbaar met de bewapening van de slagschepen van de Nelson-klasse. De secundaire bewapening was gelijk aan die van de King George V-klasse.
Mede om tegengewicht te bieden aan de Japanse slagschepen werd voorgesteld om de reeds bestelde kanonnen en geschuttorens te gebruiken voor een nieuw, snel te bouwen slagschip. Het ontwerp van de Lion-klasse werd vervolgens aangepast en in 1941 werd de Vanguard op stapel gezet. Uiteindelijk werd het schip bewapend met acht kanonnen van 15 inch (381 mm) in vier dubbeltorens. De vier geschuttorens waren afkomstig uit de reserve voor Hood, Renown en Repulse. Het besluit om de bouw van de Lion-klasse te annuleren bleek achteraf juist, omdat de Vanguard pas in 1946, dus na de oorlog, in dienst werd gesteld. 
De Vanguard was nu "het enige Britse slagschip dat nooit een schot heeft gelost in oorlogstijd". Het schip was niet alleen groter en zeewaardiger dan de King George V-klasse, maar ook sneller (30 knopen) en het had een kortere draaicirkel.